# John Martin (katona)
John Martin (1922. május 12. – 2005. január 26.) amerikai katona, törzsőrmester.  A második világháború alatt az Egyesült Államok Hadseregének a 101. légi szállítású hadosztály 506. ejtőernyős gyalogezred 2. zászlóalj E (Easy) századának tisztje volt.
Martin egyike volt az Easy század 140 eredeti Toccoában kiképzett emberének. 
Martint az HBO Band of Brothers minisorozatában Dexter Fletcher alakította.

## Élete a háború előtt
Martin Columbusban, Ohio államban született 1922. május 12-én. Korai élete nagy részében vasúti munkás volt.

## A világháborúban
Martin Columbusban vonult be a hadseregbe, önkéntesnek jelentkezett az ejtőernyősökhöz. Martint az Easy századhoz osztották be. Feleségül vett egy Pat nevű lányt. A tanúja a William Guarnere volt, aki szintén az Easy század katonája volt.
Guarnere a „Brothers in Battle, Best of Friends” című életrajzában Martint „magányosként” írja le, „aki nem jött ki másokkal” (de nem, ha harcról volt szó)”
Martin az első harci ugrását Normandiában, a D napon teljesítette.
Túlélte az ugrást, az első éjszaka Martin észrevette, hogy az első szakasz fele eltűnt. Azt hitte, talán soha nem térhet haza.
Martin a Market Garden hadművelet során is ugrott és harcolt. Miközben az Easy század Neunenben támadta a németeket, Martin észrevett egy álcázott német tankot, amely egy sövényben rejtőzik, és arra várt, hogy lelője a brit tankokat. Martin odarohant az egyik brit tankhoz, hogy figyelmeztesse a tankvezetőt, de a tank végül megsemmisült.
Martin harcolt Bastogne-ban is.
Hagenau városának elfoglalása közben az ittas Roy Cobb balhézott, Martinnak pedig fegyvert kellett rántania, hogy megállítsa.
Martin ott volt, mikor az amerikai hadsereg megszállta Németországot és Ausztriát.
Elégedetlen volt, hogy nem kapott előléptetést, és úgy döntött, tudatja az orvosokkal, hogy van egy porc a térdében, amely alkalmatlanná teszi a harcra.
Orvosi okok miatt idő előtt hazaengedték.

## Élete a háború után
A háború után Martin az Ohio Állami Egyetemre járt és a diploma megszerzése után visszatért a vasúti munkahelyére. Ezután az arizonai Phoenixbe költözött, üzleti apartmanokat épített. Vállalkozása sikeres volt és milliomos lett.

Martin 2005. január 26-án halt meg.

## Az elit alakulat
Martint a Band of Brothers "Az utolsó őrjárat" epizódjában úgy mutatták, hogy ő vezeti az őrjáratot a Moder folyón. Viszont ez nem volt igaz. Kenneth Mercier őrmester vezette a járőrt. Arról nincs információ, hogy Martin részt vett-e a járőrözésben.

## Forrás
- John Martin élete. (Hozzáférés: 2023. május 1.)